# Индо-западнотихоокеанска барбуда
Индо-западнотихоокеанските барбуди (Polymixia berndti) са вид животни от семейство Polymixiidae.
Те са незастрашен вид.
Таксонът е описан за пръв път от Чарлз Хенри Гилбърт през 1905 година.